# Mašo Vrbica
Mašo Vrbica (cirílico serbio: Машо Врбица) fue un vaivoda y comandante militar montenegrino.

## Biografía
Se graduó en la Academia Militar de Artillería Mikhailovskaya de San Petersburgo.
Tras su regreso a Montenegro, fue nombrado capitán de la milicia de Njeguši, que formaba parte del ejército montenegrino. Dirigió una unidad en la batalla de Grahovac, en 1858, y con los cañónes capturados allí organizó la artillería del ejército montenegrino. Durante la guerra montenegrino-otomana de 1861-1862, estuvo al mando de la artillería.
Entre las guerras se unió a la nacionalista "Juventud Serbia Unida", donde conoció a hombres como Vladimir Jovanović, Svetozar Miletić, Nikola Pašić, Nikola Petrović, Marko Popović Miljanov y Valtazar Bogišić.
En 1875, Vrbica recibió el título de vaivoda. Fue enlace de Montenegro con el Mando Supremo serbio durante la guerra serbo-turca (1876-78), en la que comandó a los dragónes montenegrinos en las batallas de Aleksinac y Deligrad (20-21 de octubre de 1876).
En 1877 fue nombrado Ministro del Interior montenegrino. Dirigió las fuerzas montenegrinas en el ataque a Nikšić. Estratégicamente, tomó Trebješka Glava, donde situó la artillería que apoyó el ataque a la ciudad. Tras la caída de Nikšić, su principal esfuerzo consistió en despejar la zona de tropas otomanas. Tomó tres batallónes y el 16 de septiembre capturó el fuerte de Bilek, el 25 de septiembre capturó las fortificaciones del paso de Dugskogo. En noviembre de 1877 sitió Stari Bar, tomando el puerto costero y finalmente la ciudad en enero de 1878.
Vrbica dirigió varias grandes obras de construcción en Montenegro, en particular el puente sobre el Zeta en Danilovgrad, la carretera de Rijeka Crnojevića a Podgorica y el abastecimiento de agua en Cetiña.
El 16 de mayo de 1881 fue condecorado con la Orden Militar Rusa de San Jorge.
Vrbica entró en conflicto con el príncipe Nicolás, y desertó a Austria-Hungría con su hijo Labud, que estaba casado con Danica, la hija del enviado austrohúngaro en Montenegro, Theodor von Milinković. Con la ayuda de Milinković, Mašo Vrbica obtuvo una finca cerca de Banja Luka y una pensión estatal. Se volvió a casar y pasó allí sus últimos años. El príncipe Nicolás le negó el derecho a ser enterrado en Njeguši.
Vrbica murió y fue enterrado cerca de Banja Luka en 1898. Sus restos fueron trasladados y enterrados de nuevo por la iglesia de San Petka en Vrba, Njeguši, el 17 de noviembre de 2007.